# Oospila obsolescens
Oospila obsolescens là một loài bướm đêm trong họ Geometridae.